# Saint-Christophe-du-Foc

Saint-Christophe-du-Foc este o comună în departamentul Manche, Franța. În 1 ianuarie 2022 avea o populație de 412 de locuitori.